# Trigonocidaris
Genre
Trigonocidaris est un genre d'oursins de la famille des Trigonocidaridae.

## Caractéristiques
Ce sont des oursins dits « réguliers », caractérisés par un test (coquille) rond couvert de radioles (piquants) réparties sur tout le corps. La bouche se situe au centre de la face orale (inférieure), et l'anus à l'opposé, au sommet de l'apex de la face aborale.
Ces oursins sont caractérisés par un petit test en forme de dôme bas.
Le disque apical est assez large, dicyclique, avec des plaques assez lisses et nues (caractéristique la plus déterminante), et un unique tubercule périanal sur le côté intérieur des plaques génitales. Le périprocte est subangulaire et couvert par une large plaque suranale et quelques autres plaques périproctales.
Les plaques sont trigéminées dans un style échinidé. Les paires de pores sont unisériées, plus denses autour du péristome. Chaque plaque composée porte un petit tubercule primaire près de la zone poreuse, et deux ou trois tubercules secondaires du côté perradial.
Les plaques interambulacraires portent un tubercule primaire en leur centre, et quelques secondaires de chaque côté.
De petites dépressions sont présentes aux sutures.
Le péristome n'est pas très large, et ses encoches buccales sont très peu prononcées. 
La lanterne d'Aristote est camarodonte. 
Les radioles sont courtes, simples, sans cortex.
Ce genre semble d'apparition récente, et est réparti dans l'Indo-Pacifique et l'Atlantique.

## Liste des espèces
Selon World Register of Marine Species (21 novembre 2015) :
- sous-genre Trigonocidaris (Tuberculocidaris) Markov, 1989
  - Trigonocidaris tuberculata Markov, 1989 -- Pacifique nord
- Trigonocidaris albida A. Agassiz, 1869 -- Atlantique nord
- Trigonocidaris albidioides A. Agassiz & H.L. Clark, 1907 -- Hawaii
- Trigonocidaris indica Mortensen, 1942 -- Madagascar
- Trigonocidaris micropora Mortensen, 1942 -- Indonésie
- Trigonocidaris monolini A. Agassiz, 1879 -- Pacifique ouest
- Trigonocidaris nitidus (Döderlein, 1905) -- Pacifique
- Trigonocidaris radiata Mortensen, 1942 -- îles Kei
- Trigonocidaris sculptus (Mortensen, 1942) -- Japon
- Trigonocidaris versicolor Koehler, 1927 -- Océan Indien

Trigonocidaris micropora
Trigonocidaris radiata
Trigonocidaris sculptus
Trigonocidaris versicolor